# گراویداس لوکیناویچیوس
گراویداس لوکیناویچیوس (انگلیسی: Gražvydas Lukinavičius؛ زادهٔ ۲۹ نوامبر ۱۹۷۸) دانشمند در زمینه بیوشیمی است.